# 新布石
新布石，又譯為新布局，於1933年由木谷實與吳清源發表的圍棋布局法，其特色是重視速度與中央。與日本棋壇傳統上以小目為中心的低位開局相較，新布石則喜用星位、三三來開局，之後往中央發展。

## 歷史
1933年，木谷實與吳清源在日本長野縣地獄谷溫泉，交換對於圍棋的心得。傳統圍棋的布局法，在木谷實及吳清源的想法中，眼界過於狹窄。木谷實及吳清源參考了安井仙角的棋風，以及他們自己的想法，創立了新布石。在同年秋天舉辦的大手合中，兩人以新布石手法，一時間在日本圍棋界掀起新的風潮。10月，吳清源與本因坊秀哉名人對局，以三三、星、天元開局，震撼日本棋壇。
1934年，安永一、木谷實與吳清源合著《新布石法》，將他們的想法推廣到一般圍棋愛好者中。
1936年，木谷實提出新的見解，重視實地的概念。新布石時代結束。但是新布石的想法，對於現代圍棋棋壇已經造成深遠影響，如武宮正樹提出的宇宙流布石，就被認為是現代版的新布石。